# 卢茨扬·利斯
卢茨扬·利斯（波蘭語：Lucjan Lis，1950年8月8日—2015年1月26日），波兰男子自行车运动员。他曾代表波兰参加1972年夏季奥林匹克运动会自行车比赛，获得公路自行车男子团体计时赛银牌。